# جعفرآباد (کمیجان)
جعفرآبادروستایی است از توابع شهرستان کمیجان در استان مرکزی. این روستا در دهستان خسروبیگ این شهرستان قرار دارد.

## مشخصات منطقه‌ای
روستای جعفرآباد طبق تقسیمات اخیر کشوری، ازتوابع دهستان خسروبیگ شهرستان کمیجان می‌باشد. این روستا بامختصات جغرافیایی ۴۹ درجه و ۳۴ دقیقه طول شرقی و ۵۷ درجه و ۴۳ دقیقه عرض شمالی در شمال غربی استان مرکزی قراردارد. فاصله روستای جعفرآباد تا مرکز شهرستان ۲۰ کیلومتر می‌باشد.

## جمعیت
طبق سرشماری مرکز آمار ایران، جمعیت جعفرآّباد در سال ۱۳۸۵ برابر با - نفر بوده است. این روستا - خانوار دارد.